# Shatskiy Hill
Shatskiy Hill är en kulle i Antarktis. Den ligger i Östantarktis. Norge gör anspråk på området. Toppen på Shatskiy Hill är 2 705 meter över havet.
Terrängen runt Shatskiy Hill är kuperad norrut, men söderut är den platt. Shatskiy Hill är den högsta punkten i trakten. Trakten är obefolkad. Det finns inga samhällen i närheten. 